# Sudice (Opavai járás)
Sudice település Csehországban, a Opavai járásban. Sudice Rohov és Třebom településekkel határos. Lakosainak száma 624 fő (2024. január 1.).

## Népesség
A település lakosságának változását az alábbi diagram mutatja:
| Lakosok száma | 1206 | 1192 | 1005 | 588  | 644  | 661  | 643  | 619  | 625  | 624  |
|               | 1869 | 1890 | 1921 | 1950 | 1980 | 2001 | 2017 | 2019 | 2022 | 2024 |